# Eulecanium zygophylli
Eulecanium zygophylli är en insektsart som beskrevs av Danzig 1972. Eulecanium zygophylli ingår i släktet Eulecanium och familjen skålsköldlöss.
Artens utbredningsområde är Mongoliet. Inga underarter finns listade i Catalogue of Life.